# Georges Cogniot
Georges Cogniot, né à Montigny-lès-Cherlieu (Haute-Saône) le 15 décembre 1901 et mort à Gagny (Seine-Saint-Denis) le 12 mars 1978, est un écrivain, philosophe et homme politique communiste français. Il est un des principaux rédacteurs du rapport Langevin-Wallon organisant après guerre l'enseignement laïque.

## Biographie
Georges Auguste Alexandre Cogniot, fils de Charles Amédée Cogniot et Marthe Poissenot, est né à Montigny-lès-Cherlieu et inhumé à Gagny,. Il devient l'époux de Renée Blum en 1923, puis d'Erna Bielfeld en 1934 ; il s'est remarié en 1975 avec une institutrice, Germaine Veingartner (1902-1994), elle aussi membre du PCF et qui eut d'importantes activités politiques.
Élève boursier au lycée Gérôme à Vesoul, il passe ses vacances à Navenne à travailler la vigne ; il suit ensuite des cours de rhétorique supérieure à Lyon.
Normalien (promotion 1921), il adhère la même année au Parti communiste français et lutte au sein de l'Internationale des travailleurs de l'enseignement (permanent en 1928). Agrégé de lettres en 1924, il participe ensuite à des meetings en soutien à l'Espagne républicaine et à la lutte contre les accords de Munich. Au début de l'année 1936, il accède au Comité central du Parti communiste, dont il demeure membre jusqu'en 1964, puis les électeurs du XIe arrondissement de Paris l'envoient siéger à la Chambre des députés française lors des élections du Front populaire (1936).
Sa connaissance importante des organismes internationaux — il milite au Comité mondial contre la guerre et le fascisme — le font désigner représentant du parti communiste français au Comité exécutif de l'Internationale communiste (Komintern) de septembre 1936 à octobre 1937.
Il quitte cet organisme pour succéder à Paul Vaillant-Couturier au poste de rédacteur en chef de L'Humanité (1937-1939, 1944-1947), une responsabilité qui l'amène à assister aux réunions du Bureau politique, instance dirigeante du Parti.
Le 10 mars 1938, lors des procès de Moscou, il déclare dans L'Humanité que « l'Union soviétique a le droit et le devoir de châtier les criminels déférés à la Cour suprême ».
En contact avec divers milieux intellectuels français, il fonde en 1938 avec Paul Langevin la revue La Pensée, qui se fixe pour objectif de diffuser et promouvoir le marxisme parmi les intellectuels. Le premier numéro paraît en juin 1939. Le sommaire comprend, entre autres, des articles de Paul Langevin, Georges Politzer, Marcel Prenant et Max Barel.
Anti-trotskiste virulent, il réclame en 1939 dans un rapport « strictement confidentiel » consacré à la lutte contre le trotskisme en France par les partisans de Staline, que soient prises « des mesures » contre Boris Souvarine, évincé de l'Internationale communiste dès 1924, et Victor Serge, révolutionnaire libertaire opposé à Staline et aux procès de Moscou.
Mobilisé en 1939, il est fait prisonnier lors de la débâcle de juin 1940 et rapatrié en France pour maladie. Il est hospitalisé plusieurs mois, puis incarcéré par la police allemande à partir de juin 1941, à Vesoul, d'où il est transféré comme détenu politique au camp allemand de Royallieu. Il s'en évade avec dix-sept autres détenus, le 22 juin 1942. Il prend part à la Résistance en tant que responsable de la presse clandestine communiste.
En 1944, Il reprend la fonction de rédacteur en chef de L'Humanité et est également réélu député de la IVe République. Il intervient en faveur de l'éducation nationale et de la laïcité. En 1948, il est un des représentants du PCF au Comité d'information des partis communistes, le Kominform.
En 1945, Il fait partie de l'Assemblée consultative mise en place par le Général de Gaulle dans le cadre de la Mission provisoire de la réforme de la fonction publique confiée à Michel Debré et qui est chargée notamment de réfléchir à la formation des hauts fonctionnaires. La création de l'École nationale d'administration (ENA) et le processus de la nationalisation de l'École libre des sciences politiques (et sa transformation en Institut d'études politiques de Paris) en découleront.
Proche collaborateur de Maurice Thorez, il dirige son secrétariat particulier après 1949. Après la mort du secrétaire général du PCF (1964), il fonde en 1966 l'Institut Maurice-Thorez.
Battu aux élections législatives de novembre 1958, il entre au Sénat dès l'année suivante, lors des premières élections sénatoriales de la Ve République, et sera réélu en 1968. Il siège à la Commission des affaires culturelles du Sénat. En 1966, il est nommé membre de la Commission de contrôle chargée d'examiner les problèmes d'orientation et de sélection dans le service public de l'enseignement.

« Ayant été utile, je suis heureux de n’avoir pas manqué ma vie. »

— Georges Cogniot, âgé de soixante-quatorze ans.

## Décoration
Georges Cogniot a été décoré de l’Ordre de l'Amitié des peuples le 17 décembre 1976.

## Mandats
- Conseiller municipal de Paris et Conseiller général de la Seine de 1945 à 1947.
- Député communiste de la Seine de 1936 à 1940 et de 1945 à 1958.
- Sénateur de la Seine puis de Paris de 1959 à 1977 (Groupe communiste).

## Ouvrages
- L'évasion. Récits, Éditions Raisons d'être, 1947
- Proudhon, Éditions de l'Union Française Universitaire
- Rationalisme et laïcité, Les Cahiers rationalistes
- Le Peuple est souverain, Librairie de la Renaissance Française
- De l'enthousiasme à la conscience enchaînée. La question scolaire en 1848 et la loi Falloux, Éditions Hier et Aujourd'hui, 1948
- Hommage à Paul Langevin, texte inclus dans La Pensée et l'Action, les Éditeurs Français Réunis, 1950
- Réalité de la nation, l'attrape-nigaud du cosmopolitisme, Éditions Sociales, 1950
- Petit guide sincère de l'Union Soviétique, Éditions Sociales, 1954
- Conclusions in Mésaventures de l’anti-marxisme – Les malheurs de M. Merleau-Ponty (ouvrage collectif), Paris, Éditions Sociales, 1956 ; p. 149-157.
- Laïcité et réforme démocratique de l'enseignement, Éditions Sociales, 1963
- Le matérialisme gréco-romain, Éditions Sociales, 1964
- Qu'est-ce que le communisme ?, Éditions Sociales, 1964
- La lyre d'airain : poésie populaire et démocratique, 1815-1918, Éditions Sociales, 1964
- Prométhée s'empare du savoir, la Révolution d'Octobre, la culture et l'école, Éditions Sociales, 1967
- Karl Marx notre contemporain, Éditions Sociales, 1968
- L'Internationale communiste. Aperçu historique, Éditions Sociales, 1969
- Présence de Lénine, Éditions Sociales, 1970
- Maurice Thorez : l'homme, le militant, avec Victor Joannès, Éditions Sociales, 1970
- Parti pris (2 volumes), Éditions Sociales, 1976
- Matérialisme et humanisme : Démocrite, Épicure, Lucrèce, Goethe, Marx, Le Temps des Cerises, 1998

Il a également publié des ouvrages présentant les œuvres de Lucrèce, Heinrich Heine et Antonio Gramsci.

## Sources
- « Georges Cogniot », dans le Dictionnaire des parlementaires français (1889-1940), sous la direction de Jean Jolly, PUF, 1960 [détail de l’édition]
- Georges Cogniot, Parti pris (voir Œuvres), autobiographie en 2 volumes parus aux éditions sociales :
  - volume 1, d'une guerre mondiale à l'autre, 1976
  - volume 2, de la Libération au programme commun, 1978
- Georges Cogniot, Savoir et connaître, textes et interventions parlementaires (1936-1976), éditions sociales, 1981
- Dictionnaire biographique du mouvement ouvrier français, tome 23, reprise en cédérom du Dictionnaire biographique, mouvement ouvrier, mouvement social, 1940-1968, éditions de l'Atelier.
- Philippe Robrieux : Histoire intérieure du Parti communiste, Fayard, tome 4.